# Alternaria
Genre
Alternaria est un genre de champignons deutéromycètes de la famille des Pleosporaceae. Ce genre renferme un grand nombre d'espèces (plus de soixante) parasites ou saprophytes.

## Liste des espèces
Le genre Alternaria comporte 299 espèces.

## Incidence en phytopathologie
Plusieurs espèces d'Alternaria sont responsables de maladies des plantes cultivées ou non. 
Ces maladies sont parfois regroupées sous le terme d'alternariose. Par exemple Alternaria dauci infecte les feuilles de carottes cultivées, plus ou moins selon les caractéristiques génétiques de la souche en cause, et selon l'espèce de carotte infectée.

## Incidence en médecine
Moisissure atmosphérique impliquée dans des allergies respiratoires.
L’Alternaria sp. est considéré comme un des agents étiologiques de la phaeohyphomycose.
On trouve aussi l’Alternaria sp. en association avec le Scopulariopsis brevicaulis dans des phaeohyphomycosis cutanées.
Certains champignons du genre Alternaria (comme d'autres du genre Phialophora...) produisent une paroi enrichie en mélanine, un pigment qui freine aussi la phagocytose par les macrophages.
Au dire de[réf. nécessaire] médecins généralistes (04/2006), l'OMS autorise la désensibilisation par voie injectable.

La désensibilisation par voie orale n'est pas prouvée mais semble agir dans certains cas.

Dans les lieux de vie, l'alternaria est réputé se développer notamment dans les bacs à plantes d'intérieur.